# Mighty Like a Rose
Albums de Elvis Costello
Spike
(1989) G.B.H.
(1991)
Mighty Like a Rose (1991) est un album d'Elvis Costello. Le titre est probablement une référence au standard pop Mighty Lak' a Rose, bien que cette chanson ne soit pas sur l'album.

## Liste des pistes

### Album d'origine
| No  | Titre                                          | Auteur                      | Durée |
| --- | ---------------------------------------------- | --------------------------- | ----- |
| 1.  | The Other Side of Summer                       | Declan MacManus             | 3:56  |
| 2.  | Hurry Down Doomsday (The Bugs Are Taking Over) | Elvis Costello, Jim Keltner | 4:05  |
| 3.  | How to Be Dumb                                 | MacManus                    | 5:12  |
| 4.  | All Grown Up                                   | Costello                    | 4:17  |
| 5.  | Invasion Hit Parade                            | MacManus                    | 5:33  |
| 6.  | Harpies Bizarre                                | MacManus                    | 3:44  |
| 7.  | After the Fall                                 | MacManus                    | 4:38  |
| 8.  | Georgie and Her Rival                          | MacManus                    | 3:38  |
| 9.  | So Like Candy                                  | MacManus, Paul McCartney    | 4:36  |
| 10. | Interlude: Couldn't Call It Unexpected No. 2   | MacManus                    | 0:22  |
| 11. | Playboy to a Man                               | MacManus, McCartney         | 3:17  |
| 12. | Sweet Pear                                     | MacManus                    | 3:36  |
| 13. | Broken                                         | Cait O'Riordan              | 3:36  |
| 14. | Couldn't Call It Unexpected No. 4              | MacManus                    | 3:49  |

### Pistes supplémentaires (réédition Rhino Records de 2002)
| No  | Titre                                                               | Auteur                               | Durée |
| --- | ------------------------------------------------------------------- | ------------------------------------ | ----- |
| 15. | Just Another Mystery                                                |                                      | 4:15  |
| 16. | Sweet Pear (Home Démo)                                              |                                      | 3:46  |
| 17. | Couldn't Call It Unexpected No. 4 (Live)                            |                                      | 4:18  |
| 18. | Mischievous Ghost (avec Mary Coughlan)                              |                                      | 5:47  |
| 19. | St. Stephen's Day Murders (avec The Chieftains)                     | Costello, Paddy Moloney              | 3:24  |
| 20. | The Other Side of Summer (version Unplugged)                        |                                      | 4:06  |
| 21. | Deep Dark Truthful Mirror (version Unplugged)                       | Costello                             | 4:43  |
| 22. | Hurry Down Doomsday (The Bugs Are Taking Over) (version Unplugged)  | Costello, Keltner                    | 4:13  |
| 23. | All Grown Up (Home Demo)                                            |                                      | 4:35  |
| 24. | Georgie and Her Rival (Home Demo)                                   |                                      | 3:21  |
| 25. | Forgive Her Anything (Home Demo)                                    |                                      | 4:01  |
| 26. | It Started to Come to Me (Home Demo)                                |                                      | 2:48  |
| 27. | I Still Miss Someone/The Last Town I Painted (Demo)                 | Johnny Cash, Roy Cash Jr, Buddy Word | 2:46  |
| 28. | Put Your Big Toe in the Milk of Human Kindness (avec Rob Wasserman) |                                      | 4:09  |
| 29. | Invasion Hit Parade (Home Demo)                                     |                                      | 4:21  |
| 30. | Just Another Mystery (Home Demo)                                    |                                      | 3:42  |
| 31. | Broken (Home Demo)                                                  | O'Riordan                            | 3:22  |

- Cette réédition place l'album original et l'intégralité des pistes bonus sur deux disques séparés.

## Personnel
- Declan MacManus - Guitare; Guitare basse; Maracas; Claviers
- Jim Keltner - Batterie; Percussions
- Larry Knechtel - Claviers; Piano
- Mitchell Froom - Claviers
- Marc Ribot - Guitare; Cornet à pistons; Cor d'harmonie

### Personnel supplémentaire
- Lionel Batiste - Batterie
- Nichlas Bucknail - Clarinette
- James Burton - Guitare acoustique
- Gregory Davis - Trompette
- Andre Findon - Flûte
- Steve George - Chant d'accompagnement
- Charles Joseph - Trombone
- Kirk Joseph - Tuba
- Roger Lewis - Saxophone baryton
- Ross MacManus - Trompette
- Jenell Marshall - Batterie; Percussions
- Richard Morgan - Hautbois
- Steve Nieve - Claviers
- Richard Page - Chant d'accompagnement
- Simon Rayner - Cor d'harmonie
- Jerry Scheff - Guitare électrique; Guitare basse électrique
- Steven Soles - Chant d'accompagnement
- Benmont Tench - Piano
- Pete Thomas - Percussions; Castagnettes; Tambourin; Cloches
- Efrem Towns - Trompette
- Rob Wasserman - Guitare basse électrique
- T-Bone Wolk - Guitare basse